# Frislanda

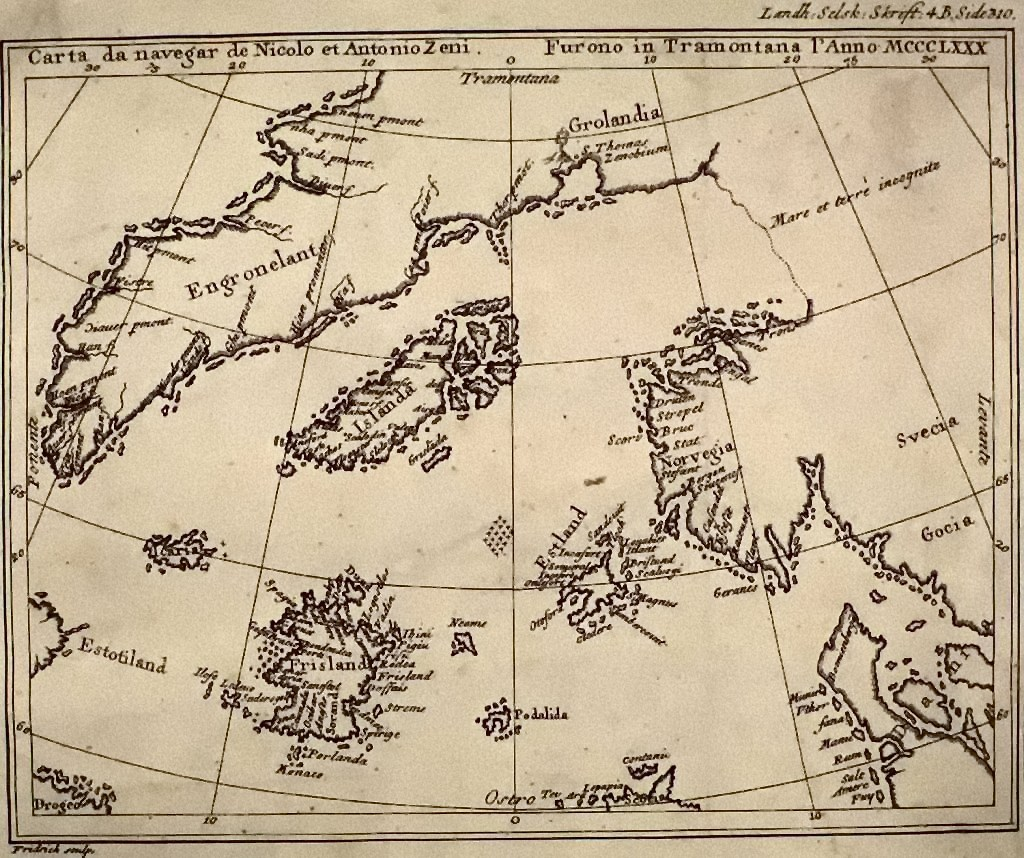
La mappa di Zeno raffigurante la Frislanda in basso a sinistra

La Frislanda o Frislandia (in altre lingue anche Frisland, Frislant), è un'isola fantasma che appare su pressoché tutte le mappe dell'Atlantico settentrionale dal 1558 fino al 1660 ed è riportata in alcune carte geografiche sino all'Ottocento.

## Origine

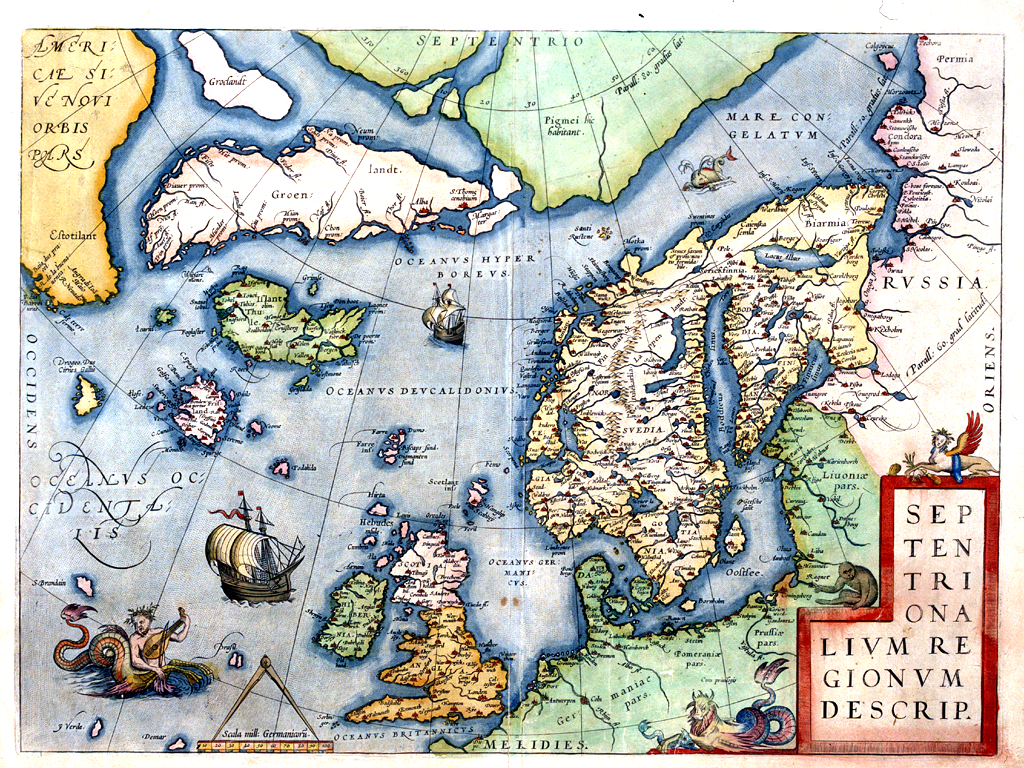
La Frislanda nella mappa di Abramo Ortelio

La prima apparizione della Frislanda su una carta geografica è con la cosiddetta "mappa di Zeno", una carta nautica pubblicata dal veneziano Nicolò Zeno nel 1558; Zeno dichiarò di aver redatto la carta basandosi sui resoconti di un viaggio effettuato dai suoi antenati, i navigatori fratelli Zeno, nell'oceano artico nel 1380-1400 (un viaggio che però, molto probabilmente, non ebbe mai luogo, ed è ampiamente considerato un falso storico); sulla stessa mappa appaiono anche altre terre non esistenti, come Icaria, Estotiland e Drogio (queste ultime due sono spesso associate al continente americano). 
È plausibile che Zeno abbia tratto i dati per la sua carta da altre mappe già esistenti: in particolare una, composta da Matteo Prunes cinque anni prima della sua, riporta un'isola chiamata Fixlanda, da cui Zeno ha chiaramente tratto alcuni dei nomi per la sua Frislanda (almeno per tredici la corrispondenza è evidente); a sua volta, Prunes trasse le informazioni per la sua carta probabilmente da una mappa catalana del XV secolo, anch'essa riportante la Fixlanda.
Ad ogni modo, la mappa di Zeno venne presa per buona ed autorevole da molti suoi contemporanei e anche in seguito; tra i cartografi che riportarono la Frislanda sulle loro mappe figurano Giordano Ruscelli, Gerardo Mercatore, Abramo Ortelio, Urbano Monti, Joan Martines e fino a Tobias Conrad Lotter, nel diciottesimo secolo. Questa isola inesistente creò in seguito molta confusione nel tracciare le mappe per la Groenlandia e l'isola di Baffin: Martin Frobisher, durante la sua esplorazione nel 1576, riportò "avvistamenti di un'alta e rocciosa terra"; quella che aveva visto era la costa della Groenlandia, ma dato che stava seguendo la mappa di Mercator la confuse con la Frislanda (che rivendicò in nome della regina Elisabetta). Quando poi raggiunse l'isola di Baffin la scambiò per la Groenlandia, sbagliando così ad identificarla in tutti i suoi documenti relativi ad essa; di conseguenza, per molti anni la baia di Frobisher venne chiamata "stretto di Frobisher", e collocata nella punta meridionale della Groenlandia, anziché sull'isola di Baffin.

## Identificazione

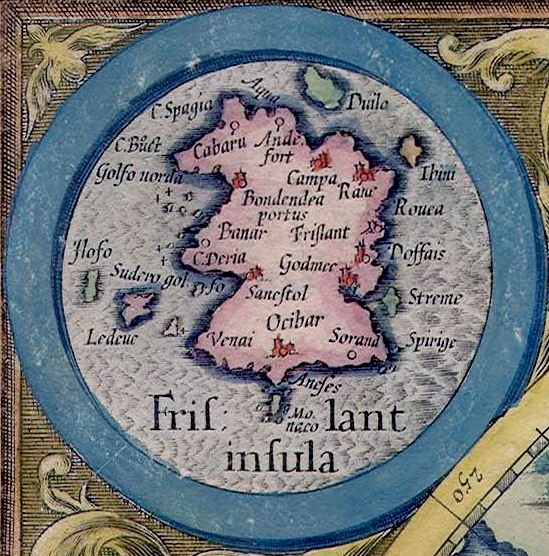
Dettaglio della Frislanda dalla mappa artica di Mercatore del 1623.

L'incapacità degli studiosi di trovare prove circa l'esistenza dell'isola nella posizione indicata sulla mappa di Zeno e nelle successive carte geografiche disegnate a partire da questa, dando comunque credito alle storie narrate dai marinai veneziani del Trecento, fece nascere l'ipotesi, formulata alla fine del XVIII secolo, che l'isola fosse stata sommersa dal mare a seguito di un terremoto.
Solo nel 1787 un geografo francese, Jean Nicolas Buache, fu il primo a far notare che l'isola indicata da Zeno non esisteva, ma che si trovava più o meno alla stessa latitudine delle isole Fær Øer (che nella sua mappa sono assenti, pur essendo già state scoperte da tempo); cinque anni più tardi un tedesco, Henrich Peter von Eggers, notò la corrispondenza fra diversi dei toponimi presenti nella rappresentazione della Frislanda con altrettante città faroesi; altre fonti fanno notare, del resto, che lo stesso nome "Frislanda" può risultare da una contrazione e italianizzazione dell'antico nome vichingo delle isole, Faroeisland.
Ulteriori ipotesi, invece, identificano la Frislanda con l'isola di Terranova, nell'odierno Canada: nel racconto del viaggio dei fratelli Zeno viene descritta come un'isola unica più grande dell'Irlanda, situata a sud della Groenlandia, con molte penisole e baie e appartenente al re di Norvegia, tutte caratteristiche che ben si confacevano a Terranova; inoltre sono stati individuati diversi punti geografici coincidenti tra le due isole.